# Heterochelus rufimanus
Heterochelus rufimanus är en skalbaggsart som beskrevs av François Louis Nompar de Caumont de Laporte 1840. Heterochelus rufimanus ingår i släktet Heterochelus och familjen Melolonthidae. Inga underarter finns listade i Catalogue of Life.